# Jacobskerk (Winterswijk)
De Jacobskerk is de middeleeuwse dorpskerk van Winterswijk, die midden in het dorp op de Markt staat. Het gebouw in gotische stijl heeft de status van rijksmonument. De kerk is gewijd aan Jakobus de Meerdere, de beschermheilige van de pelgrims naar Santiago de Compostella. Jacobus wordt dan ook driemaal als pelgrim in de kerk afgebeeld.

## Beschrijving

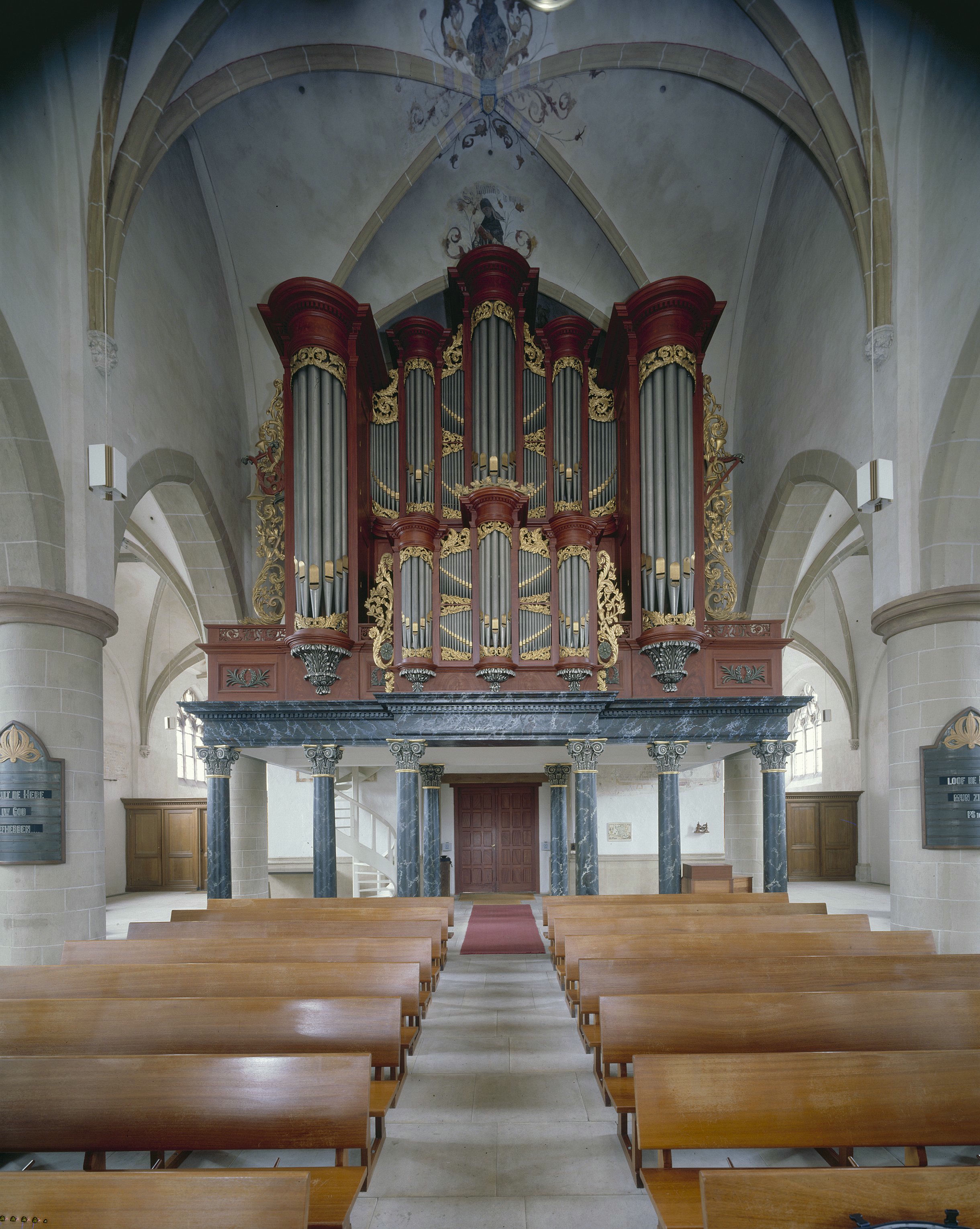
Het Naber/Metzler-orgel uit 1834/1972

De Jacobskerk op de Markt van Winterswijk staat centraal in het dorp. Op het marktplein komen de wegen naar de vier buurtschappen Meddo, Ratum, Woold en Miste bij elkaar. De toren van de kerk is 57 meter hoog en vertoont veel gelijkenis met de toren van de St. Walburgakerk in Ramsdorf, net over de grens in Duitsland. Voor de kerk werden verschillende steensoorten gebruikt, zoals baksteen en tufsteen.
De kerk had een romaanse voorganger uit omstreeks 1200 en zou staan op de plaats waar abt Bernrad van Echternach in 780 een doopkerkje liet bouwen. De oude romaanse kerk werd vanaf circa 1400 geleidelijk vervangen. Eerst werd het romaanse koor vervangen door nieuwbouw in vroeggotische stijl, die op zijn beurt zo'n 70 jaar later werd vervangen door het huidige, meer naar het oosten gelegen, laatgotische koor. Tevens werd toen begonnen met de bouw van het huidige driebeukige pseudobasilicale schip, waarbij in een deel van de zijbeuken tufsteen van het afgebroken romaanse schip werd hergebruikt. De toren werd gebouwd van 1507 tot ca. 1550. Ook hier werd tufsteen van de romaanse kerk in verwerkt.
In 1715 en 1888 werd de toren van de Jacobskerk door de bliksem getroffen, waarna brand uitbrak die snel onder controle was.
In de Jacobskerk zijn oude grafstenen te vinden en fragmenten van laatmiddeleeuwse en renaissancemuurschilderingen. De kerk heeft een Metzlerorgel uit 1972, dat veel materiaal (pijpwerk en orgelkas) bevat van het oorspronkelijke Naberorgel uit 1834. De kroonluchter is in 1788 geschonken door het weversgilde.
Een van de oudste afbeeldingen van de kerk in haar huidige vorm is een tekening van Jan de Beijer uit het jaar 1743. Tussen 1968 en 1972 zijn de laatste grote restauraties uitgevoerd. Rond het jaar 2000 heeft de kerk een carillon gekregen.